# Emilio Abril Vizcarra
Emilio Abril Vizcarra fue un político peruano. Fue miembro del Congreso Constituyente de 1931.
Se casó con Tomasa Ferro Vizcarra cuyos padres, Ignacio Ferro Mendoza y María Laureana Vizcarra Ochoa de Ferro, eran propietarios del Fundo Primavera donde se erige el santuario de Machu Picchu. Estos terrenos pasaron a formar parte del patrimonio de la sociedad conyugal a pesar de que las ruinas de la ciudadela inca ya habían sido descubiertas en 1910 por Hiram Bingham. Abrill Vizcarra, cuando fue elegido diputado intentó iniciar el procedimiento de expropiación de estos terrenos, que nunca llegó a su final. Sus descendientes aún continúan litigando judicialmente para obtener su reconocimiento como propietarios del terreno donde se encuentra el santuario histórico. El año 2019, el primer juzgado civil del Cusco declaró infundada esta demanda y declaró que las ruinas arqueológicas sí son propiedad del Estado Peruano.
Participó en las elecciones generales de 1931 como candidato del Partido Descentralista  y fue elegido como diputado constituyente por el departamento del Cusco. Abril Vizcarra fue parte de los parlamentarios que votó en contra de la anulación de las elecciones generales de 1936 y la prórroga del gobierno del presidente Oscar R. Benavides.